# Плюсна (Любанский район)
Плю́сна — деревня в Любанском районе Минской области Белоруссии, входит в состав Осовецкого сельского Совета. Расположена на расстоянии 15 км на восток от г. Любань, 37 км от железнодорожной станции Уречье на линии Осиповичи-Барановичи, 172 км от Минска. Население — 33 жителя, 24 хозяйства (2011).

## История
Плюсна упоминается в начале XIX века как имение князя Д. Радзивилла, в Бобруйском уезде. С 1832 года владение князя Л. Н. Витгенштейна. В 1844 году здесь имелось 28 дворов, 149 ревизских душ. В 1870 году числилась в Осиповичской волости Бобруйского уезда. Насчитывалось 1790 десятин пашни, 786 десятин сеножатей, 4950 десятин леса. В состав имения входила деревня Прусы. В 1888 году собственность Гогенлоэ, в деревне работала водяная мельница. Согласно переписи 1897 года, Плюсна — застенок, в котором был 21 двор, 161 житель, водяная мельница.
С 20 августа 1924 года в Осовецком сельсовете Любанского района Слуцкого округа, застенок, 56 дворов, 359 жителей. В 1921 г. открыта школа первой ступени (в 1924 году 1 учитель, 54 ученика). В 1931 году создан колхоз «Освобождение» (семеноводческий), были конная круподёрка, шерстечёска, кузница. Во время Великой Отечественной войны с 28 июня 1941 года по 30 июня 1944 года деревня оккупирована немецкой армией. В 1962 году 90 дворов, 260 жителей; в колхозе «Рассвет».
В 1997 году в Плюсне было 35 хозяйств, 57 жителей. В 2009 году — 28 хозяйств, 38 жителей, в составе сельскохозяйственно-производственного комплекса «Осовец-агро». Работает Дом социальных услуг.